# Santa María (Chiapas)
Santa María es una localidad del estado mexicano de Chiapas. Es parte del municipio de Salto de Agua.

## Toponimia
El nombre de la localidad hace referencia a la santa patrona de la localidad: María de Nazaret.

## Demografía
| Gráfica de evolución demográfica |
|                                  |

| Censo | Población |
| ----- | --------- |
| 1960  | 450       |
| 1970  | 590       |
| 1980  | 655       |
| 1990  | 1 085     |
| 2000  | 1 298     |
| 2010  | 1 317     |
| 2020  | 1 336     |